# Moggridgea
Moggridgea là một chi nhện trong họ Migidae.